# Ramón Casaús y Torres
Francisco Ramón Valentín Casaús y Torres (Jaca, 13 febbraio 1765 – L'Avana, 10 novembre 1845) è stato un arcivescovo cattolico spagnolo.

## Biografia
Arrivò a Città del Messico nel 1788 proveniente dalla Spagna, come frate domenicano. Nel 1805 conseguì il grado accademico di dottore, e divenne direttore degli studi. L'anno seguente ottenne la nomina regia come vescovo ausiliare di Antequera e ottenuta nel marzo del 1807 la conferma papale, fu consacrato vescovo il 2 agosto dello stesso anno dall'arcivescovo di Città del Messico Francisco Javier de Lizana y Beaumont. Alla fine del 1811 si trasferì a Città del Guatemala con una lunga carovana di muli: nel suo bagaglio c'erano molti libri, valutati 7 072 peso. L'arcidiocesi di Guatemala era vacante dal 1809 per la morte di Rafael de La Vara, e ne fu eletto arcivescovo il 27 agosto 1814; ricevette la conferma papale il 15 marzo 1815 e quindi prese possesso dell'arcidiocesi.
Fronteggiò le ribellioni del periodo precedente all'indipendenza, dimostrando la sua autorità nella sollevazione di sollevazione di San Salvador del 1811. Mise a tacere il religioso José Matías Delgado, che sosteneva una chiesa salvadoregna indipendente. Casaús si mostrò alleato dell'aristocrazia creola — rappresentata dal Clan Aycinena— e del capitano generale José de Bustamante y Guerra. Per contrastare le ideologie illuministe dell'epoca, scrisse lettere pastorali: tre nel 1811 e un'altra nel luglio del 1821. Tuttavia, mostrò anche segnali di apertura.
Casaús fu una delle figure di spicco del conservatorismo centroamericano e uno degli intellettuali più influenti insieme con José Cecilio del Valle. D'altro canto, fu uno strenuo oppositore dell'erezione della diocesi di San Salvador sostenuta dal governo salvadoregno, guidato dallo stesso Delgado, nel 1824. La risoluzione fu dichiarata illegittima da papa Leone XII nel 1826.

### Visita dell'inviato britannico Thompson nel 1829
Come parte della sua visita ufficiale in Guatemala, l'inviato della Corona Britannica, George Alexander Thompson ebbe un colloquio con l'arcivescovo guatemalteco nel 1829, poco prima della caduta del governo di Mariano de Aycinena; hene fece la seguente relazione:
Egli era originariamente un frate [domenicano], ma ora è il rappresentante del clero secolare, e porta, con la sua opinione, l'influenza dei più capaci ecclesiastici di questa denominazione. Non è chiaro se tutti i differenti gruppi religiosi siano d'accordo con il nuovo ordine del governo. Di fatto, io personalmente ne dubito; sebbene essi paiano soddisfatti, ne parlino bene, e non espongano opinioni o azioni che mostrino la loro opposizione al fatto.  Riguardo al permesso del culto protestante, Sua Eminenza (sic) mi chiarificò che se si trattasse di una devozione «privata» non avrebbe avuto nessuna obiezione; che la costituzione del Guatemala si era scritta nel modo più liberale possibile, date le circostanze del momento.»
(G.A. Thompson, 1829)

### L'esilio
Nel 1829, divenne il primo arcivescovo del Guatemala a essere espulso dal territorio, nell'ambito della Guerra civile centroamericana dopo la caduta del regime di Mariano Aycinena provocata dal liberale honduregno Francisco Morazán. Casaús y Torres fu cacciato del Palazzo Arcivescovile a forza, e successivamente apostrofato come «traditore della patria».
Morì in esilio a Cuba.

## Genealogia episcopale
La genealogia episcopale è:
- Cardinale Scipione Rebiba
- Cardinale Giulio Antonio Santori
- Cardinale Girolamo Bernerio, O.P.
- Arcivescovo Galeazzo Sanvitale
- Cardinale Ludovico Ludovisi
- Cardinale Luigi Caetani
- Cardinale Ulderico Carpegna
- Cardinale Paluzzo Paluzzi Altieri degli Albertoni
- Papa Benedetto XIII
- Papa Benedetto XIV
- Cardinale Enrico Enriquez
- Arcivescovo Manuel Quintano Bonifaz
- Cardinale Francisco Antonio de Lorenzana y Butrón
- Arcivescovo Francisco Javier de Lizana y Beaumont
- Arcivescovo Francisco Ramón Valentín de Casaús y Torres, O.P.